# Ruhlsdorf (Fläming)
Ruhlsdorf ist eine wüste Feldmark, die sich vermutlich südöstlich von Jänickendorf im Landkreis Teltow-Fläming in Brandenburg befindet. Ihre genaue Lage ist bislang unbekannt.

## Geschichte
Das Dorf wurde im Jahr 1183 erstmals als Rulestorp urkundlich erwähnt. Es erschien erneut um 1300 als de villa Roleuerstorp, gehörte bis um 1300 der Familie von Alsleben und war zu dieser Zeit wohl schon wüst gefallen. Die Feldmark kam um 1300 in den Besitz des Klosters Zinna. Im Jahr 1480 war sie 40 Hufen groß; die Fläche auf der wusten mark Rulstorff wurde von den Bauern aus Jänickendorf genutzt. Der Schulze bewirtschaftete zwei wüste Hufen, ein Einhufner drei wüste Hufen sowie elf weitere Einhufner je zwei wüste Hufen. Einer von ihnen hatte eine Hufe zum Lehen, eine war zinsbar. Weitere elf Einhufner aus Jänickendorf bewirtschafteten je eine wüste Hufe. Der Pfarrer aus Jänickendorf besaß ebenfalls zwei wüste Hufen in Ruhlsdorf. Nach der Reformation übernahm im Jahr 1553 das Amt Zinna die Feldmark. Sie wurde weiterhin von den Bauern aus Jänickendorf genutzt. Im Jahr 1568 waren dies zwei wüste Hufen, die der Schulze bewirtschaftete sowie zwölf Einhufner, die je zwei Hufen besaßen. Weitere elf Einhufner bewirtschafteten außerdem je eine wüste Hufe.
Im Jahr 1801 waren die Hufen in Jänickendorf enthalten. Die wüste Feldmark ging in der Feldmark von Jänickendorf auf und wurde nicht wieder besiedelt.